# Partido Progressista Unido (Antígua e Barbuda)

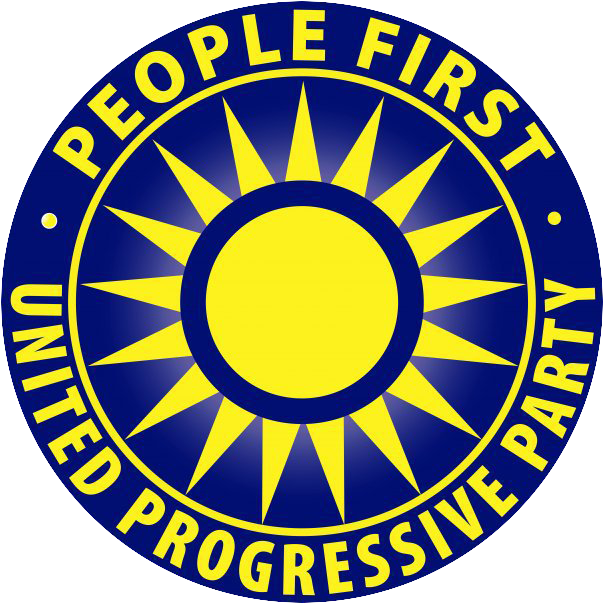
Logo do United Progressive Party, um partido político em Antígua e Barbuda

O Partido Progressista Unido (em inglês: United Progressive Party, UPP)) é um partido político de Antígua e Barbuda. Foi fundado em 1992.

## História
Nas eleições gerais de 2004, o partido vence e Baldwin Spencer torna-se primeiro-ministro do país.
Já nas eleições de 2009, Spencer é reeleito e o partido conquista 9 dos 17 assentos do Parlamento.

## Resultados eleitorais

### Eleições legislativas
| Data | Votos  | %         | Deputados | +/- | Status   |
| ---- | ------ | --------- | --------- | --- | -------- |
| 1994 | 11 852 | 43,7 (#2) | 5 / 17    |     | Oposição |
| 1999 | 14 713 | 44,5 (#2) | 4 / 17    | 1   | Oposição |
| 2004 | 21 890 | 55,5 (#1) | 12 / 17   | 8   | Governo  |
| 2009 | 21 239 | 50,7 (#1) | 9 / 17    | 3   | Governo  |
| 2014 | 17 994 | 42,0 (#2) | 3 / 17    | 6   | Oposição |

## Fonte
- Almanaque Abril 2010